# Jonas Björkman
Jonas Lars Björkman (Växjö, 23 marzo 1972) è un allenatore di tennis ed ex tennista svedese.
Passato al professionismo nel 1991, Björkman ha ormai sulle spalle oltre 600 partite disputate in singolare. Ha vinto 6 tornei di singolo, ma soprattutto ha conquistato ben 56 tornei di doppio guadagnando in carriera oltre 14 milioni di dollari in premi vinti. I suoi partner storici nel doppio sono stati Todd Woodbridge e Maks Mirny: negli ultimi due anni ha fatto coppia fissa con Kevin Ullyett.
Come da tradizione svedese gioca un ottimo rovescio bimane, ma a differenza dei connazionali predecessori Björn Borg e Mats Wilander non ama gli scambi da fondocampo, infatti appena ne ha la chance scende a rete nel tentativo di chiudere con una volée il punto.
Con la Svezia ha vinto la Coppa Davis in tre occasioni (1994, 1997 e 1998).
In doppio ha vinto ben 9 prove del Grande Slam:
- 3 Australian Open (1998 con Jacco Eltingh, 1999 con Patrick Rafter, 2000 con Todd Woodbridge);
- 2 Roland Garros (2005 e 2006 con Maks Mirny);
- 3 Wimbledon (2002, 2003 e 2004 con Todd Woodbridge);
- 1 US Open (2003 con Todd Woodbridge).

Si è ritirato dall'attività agonistica nel novembre 2008.

## Statistiche

### Singolare

#### Vittorie (6)
| Legenda                                                     |
| Grande Slam (0)                                             |
| Tennis Masters Cup / ATP World Tour Finals (0)              |
| ATP Super 9 / Masters Series (0)                            |
| Giochi olimpici (0)                                         |
| ATP Championship Series / ATP International Series Gold (1) |
| ATP World Series / ATP International Series (5)             |

| Legenda superfici |
| Cemento (3)       |
| Terra (0)         |
| Erba (2)          |
| Sintetico (1)     |

| Numero | Data            | Torneo                                                | Superficie | Avversario in finale | Punteggio             |
| 1.     | 12 gennaio 1997 | Heineken Open, Auckland                               | Cemento    | Kenneth Carlsen      | 7–6(0), 6-0           |
| 2.     | 17 agosto 1997  | Indianapolis Tennis Championships, Indianapolis       | Cemento    | Carlos Moyá          | 6-3, 7–6(3)           |
| 3.     | 9 novembre 1997 | Stockholm Open, Stoccolma                             | Cemento    | Jan Siemerink        | 3-6, 7–6(2), 6-2, 6-4 |
| 4.     | 21 giugno 1998  | Nottingham Open, Nottingham (1)                       | Erba       | Byron Black          | 6-3, 6-2              |
| 5.     | 23 giugno 2002  | Nottingham Open, Nottingham (2)                       | Erba       | Wayne Arthurs        | 6-2, 6(5)–7, 6-2      |
| 6.     | 2 ottobre 2005  | Kingfisher Airlines Tennis Open, Città di Ho Chi Minh | Sintetico  | Radek Štěpánek       | 6-3, 7–6(4)           |

#### Finali perse (5)
| Legenda                                                     |
| Grande Slam (0)                                             |
| Tennis Masters Cup / ATP World Tour Finals (0)              |
| ATP Super 9 / Masters Series (1)                            |
| Giochi olimpici (0)                                         |
| ATP Championship Series / ATP International Series Gold (0) |
| ATP World Series / ATP International Series (4)             |

| Numero | Data             | Torneo                                            | Superficie     | Avversario in finale | Punteggio          |
| 1.     | 23 aprile 1995   | Hong Kong Open, Auckland                          | Cemento        | Michael Chang        | 3-6, 1-6           |
| 2.     | 12 maggio 1997   | International Tennis Championships, Coral Springs | Cemento        | Jason Stoltenberg    | 0-6, 6-2, 5-7      |
| 3.     | 9 novembre 1997  | Paris Open, Parigi                                | Cemento indoor | Pete Sampras         | 3-6, 6-4, 3-6, 1-6 |
| 4.     | 17 febbraio 2003 | Open 13, Marsiglia                                | Cemento indoor | Roger Federer        | 2-6, 6(6)–7        |
| 5.     | 23 giugno 2006   | Nottingham Open, Nottingham                       | Erba           | Richard Gasquet      | 4-6, 3-6           |

### Doppio

#### Vittorie (54)
| Legenda                                                     |
| Grande Slam (9)                                             |
| Tennis Masters Cup / ATP World Tour Finals (2)              |
| ATP Super 9 / Masters Series (15)                           |
| Giochi olimpici (0)                                         |
| ATP Championship Series / ATP International Series Gold (2) |
| ATP World Series / ATP International Series (26)            |

| Numero | Data           | Torneo                                   | Superficie    | Compagno              | Avversari in finale                 | Punteggio                     |
| 1      | gennaio 1994   | ATP Jakarta, Giacarta                    | Cemento       | Neil Borwick          | Jorge Lozano Jim Pugh               | 6–4, 6–1                      |
| 2      | gennaio 1994   | Rotterdam Open, Rotterdam                | Sintetico (i) | Jeremy Bates          | Jacco Eltingh Paul Haarhuis         | 6–4, 6–1                      |
| 3      | giugno 1994    | Queen's Club Championships, Londra       | Erba          | Jan Apell             | Todd Woodbridge Mark Woodforde      | 3–6, 7–6, 6–4                 |
| 4      | luglio 1994    | Swedish Open, Båstad                     | Terra battuta | Jan Apell             | Nicklas Kulti Mikael Tillström      | 6–2, 6–3                      |
| 5      | agosto 1994    | Schenectady Open, Schenectady            | Cemento       | Jan Apell             | Jacco Eltingh Paul Haarhuis         | 6–4, 7–6                      |
| 6      | novembre 1994  | European Community Championship, Anversa | Sintetico (i) | Jan Apell             | Hendrik Jan Davids Sébastien Lareau | 4–6, 6–1, 6–2                 |
| 7      | novembre 1994  | Tennis Masters Cup, Giacarta             | Cemento (i)   | Jan Apell             | Todd Woodbridge Mark Woodforde      | 6–4, 4–6, 4–6, 7–6(5), 7–6(6) |
| 8      | luglio 1995    | Swedish Open, Båstad (2)                 | Terra battuta | Jan Apell             | Jon Ireland Andrew Kratzmann        | 6–3, 6–0                      |
| 9      | ottobre 1995   | Grand Prix de Tennis de Toulouse, Tolosa | Cemento (i)   | John-Laffnie de Jager | Dave Randall Greg Van Emburgh       | 7–6, 7–6                      |
| 10     | ottobre 1995   | ATP Ostrava, Ostrava                     | Sintetico (i) | Javier Frana          | Guy Forget Patrick Rafter           | 6–7, 6–4, 7–6                 |
| 11     | febbraio 1996  | ATP Anversa, Anversa (2)                 | Sintetico (i) | Nicklas Kulti         | Yevgeny Kafelnikov Menno Oosting    | 6–4, 6–4                      |
| 12     | aprile 1996    | Maharashtra Open, Nuova Delhi            | Cemento       | Nicklas Kulti         | Byron Black Sandon Stolle           | 4–6, 6–4, 6–4                 |
| 13     | maggio 1997    | Atlanta Tennis Challenge, Atlanta        | Terra battuta | Nicklas Kulti         | Scott Davis Kelly Jones             | 6–4, 6–4                      |
| 14     | febbraio 1998  | Australian Open, Melbourne               | Cemento       | Jacco Eltingh         | Todd Woodbridge Mark Woodforde      | 6–2, 5–7, 2–6, 6–4, 6–3       |
| 15     | Mar 1998       | Indian Wells Masters, Indian Wells       | Cemento       | Patrick Rafter        | Todd Martin Richey Reneberg         | 6–4, 7–6                      |
| 16     | febbraio 1999  | Australian Open, Melbourne (2)           | Cemento       | Patrick Rafter        | Mahesh Bhupathi Leander Paes        | 6–3, 4–6, 6–4, 6(10)–7, 6–4   |
| 17     | giugno 1999    | Halle Open, Halle                        | Erba          | Patrick Rafter        | Paul Haarhuis Jared Palmer          | 6–3, 7–5                      |
| 18     | agosto 1999    | Canada Masters, Montréal                 | Cemento       | Patrick Rafter        | Byron Black Wayne Ferreira          | 7–6, 6–4                      |
| 19     | agosto 1999    | Cincinnati Masters, Cincinnati           | Cemento       | Byron Black           | Todd Woodbridge Mark Woodforde      | 6–3, 7–6(6)                   |
| 20     | novembre 1999  | Stuttgart Indoor, Stoccarda              | Cemento (i)   | Byron Black           | David Adams John-Laffnie de Jager   | 6(6)–7, 7–6(2), 6–0           |
| 21     | ottobre 2000   | Kremlin Cup, Mosca                       | Sintetico (i) | David Prinosil        | Jiří Novák David Rikl               | 6–2, 6–3                      |
| 22     | gennaio 2001   | Australian Open, Melbourne (3)           | Cemento       | Todd Woodbridge       | Byron Black David Prinosil          | 6–1, 5–7, 6–4, 6–4            |
| 23     | febbraio 2001  | Rotterdam Open, Rotterdam (2)            | Cemento (i)   | Roger Federer         | Petr Pála Pavel Vízner              | 6–3, 6–0                      |
| 24     | aprile 2001    | Monte Carlo Masters, Monte Carlo         | Terra battuta | Todd Woodbridge       | Joshua Eagle Andrew Florent         | 3–6, 6–4, 6–2                 |
| 25     | maggio 2001    | Hamburg Masters, Amburgo                 | Terra battuta | Todd Woodbridge       | Daniel Nestor Sandon Stolle         | 7–6(2), 3–6, 6–3              |
| 26     | gennaio 2002   | Auckland Open, Auckland                  | Cemento       | Todd Woodbridge       | Martín García Cyril Suk             | 7–6(5), 7–6(7)                |
| 27     | aprile 2002    | Monte Carlo Masters, Monte Carlo (2)     | Terra battuta | Todd Woodbridge       | Paul Haarhuis Yevgeny Kafelnikov    | 6–3, 3–6, [10–7]              |
| 28     | luglio 2002    | Torneo di Wimbledon, Londra              | Erba          | Todd Woodbridge       | Mark Knowles Daniel Nestor          | 6–1, 6–2, 6(7)–7, 7–5         |
| 29     | luglio 2002    | Swedish Open, Båstad (3)                 | Terra battuta | Todd Woodbridge       | Paul Hanley Michael Hill            | 7–6(8–6), 6–4                 |
| 30     | giugno 2003    | Halle Open, Halle (2)                    | Erba          | Todd Woodbridge       | Martin Damm Cyril Suk               | 6–3, 6–4                      |
| 31     | luglio 2003    | Torneo di Wimbledon, Londra (2)          | Erba          | Todd Woodbridge       | Mahesh Bhupathi Max Mirnyi          | 3–6, 6–3, 7–6(4), 6–3         |
| 32     | settembre 2003 | US Open, New York                        | Cemento       | Todd Woodbridge       | Bob Bryan Mike Bryan                | 5–7, 6–0, 7–5                 |
| 33     | ottobre 2003   | Stockholm Open, Stoccolma                | Cemento (i)   | Todd Woodbridge       | Wayne Arthurs Paul Hanley           | 6–3, 6–4                      |
| 34     | gennaio 2004   | Sydney International, Sydney             | Cemento       | Todd Woodbridge       | Bob Bryan Mike Bryan                | 7–6(3), 7–5                   |
| 35     | luglio 2004    | Torneo di Wimbledon, Londra (3)          | Erba          | Todd Woodbridge       | Julian Knowle Nenad Zimonjić        | 6–1, 6–4, 4–6, 6–4            |
| 36     | luglio 2004    | Swedish Open, Båstad (4)                 | Terra battuta | Mahesh Bhupathi       | Simon Aspelin Todd Perry            | 4–6, 7–6(2), 7–6(6)           |
| 37     | novembre 2004  | Paris Masters, Parigi                    | Sintetico (i) | Todd Woodbridge       | Wayne Black Kevin Ullyett           | 6–3, 6–4                      |
| 38     | aprile 2005    | Miami Open, Miami                        | Cemento       | Max Mirnyi            | Wayne Black Kevin Ullyett           | 6–1, 6–2                      |
| 39     | maggio 2005    | Hamburg Masters, Amburgo (2)             | Terra battuta | Max Mirnyi            | Michaël Llodra Fabrice Santoro      | 4–6, 7–6(2), 7–6(3)           |
| 40     | giugno 2005    | Open di Francia, Parigi                  | Terra battuta | Max Mirnyi            | Bob Bryan Mike Bryan                | 2–6, 6–1, 6–4                 |
| 41     | luglio 2005    | Swedish Open, Båstad (5)                 | Terra battuta | Joachim Johansson     | José Acasuso Sebastián Prieto       | 6–2, 6–3                      |
| 42     | agosto 2005    | Cincinnati Masters, Cincinnati (2)       | Cemento       | Max Mirnyi            | Wayne Black Kevin Ullyett           | 7–6(3), 6–2                   |
| 43     | gennaio 2006   | Qatar Open ATP, Doha                     | Cemento       | Max Mirnyi            | Christophe Rochus Olivier Rochus    | 2–6, 6–3, [10–8]              |
| 44     | febbraio 2006  | SAP Open, San Jose                       | Cemento (i)   | John McEnroe          | Paul Goldstein Jim Thomas           | 7–6(2), 4–6, [10–7]           |
| 45     | aprile 2006    | Miami Open, Miami (2)                    | Cemento       | Max Mirnyi            | Bob Bryan Mike Bryan                | 6–4, 6–4                      |
| 46     | aprile 2006    | Monte Carlo Masters, Monte Carlo (3)     | Terra battuta | Max Mirnyi            | Fabrice Santoro Nenad Zimonjić      | 6–2, 7–6(2)                   |
| 47     | giugno 2006    | Open di Francia, Parigi (2)              | Terra battuta | Max Mirnyi            | Bob Bryan Mike Bryan                | 6(5)–7, 6–4, 7–5              |
| 48     | luglio 2006    | Swedish Open, Båstad (6)                 | Terra battuta | Thomas Johansson      | Christopher Kas Oliver Marach       | 6–3, 4–6, [10–4]              |
| 49     | agosto 2006    | Cincinnati Masters, Cincinnati (3)       | Cemento       | Max Mirnyi            | Bob Bryan Mike Bryan                | 3–6, 6–3, [10–7]              |
| 50     | novembre 2006  | Tennis Masters Cup, Shanghai (2)         | Cemento (i)   | Max Mirnyi            | Mark Knowles Daniel Nestor          | 6–2, 6–4                      |
| 51     | ottobre 2007   | Stockholm Open, Stoccolma (2)            | Cemento (i)   | Max Mirnyi            | Arnaud Clément Michaël Llodra       | 6–4, 6–4                      |
| 52     | luglio 2008    | Swedish Open, Båstad (7)                 | Terra battuta | Robin Söderling       | Johan Brunström Jean-Julien Rojer   | 6–2, 6–2                      |
| 53     | ottobre 2008   | Stockholm Open, Stoccolma (3)            | Cemento (i)   | Kevin Ullyett         | Johan Brunström Michael Ryderstedt  | 6–1, 6–3                      |
| 54     | novembre 2008  | Paris Masters, Parigi (2)                | Cemento (i)   | Kevin Ullyett         | Jeff Coetzee Wesley Moodie          | 6–2, 6–2                      |

#### Finali perse (43)
| Numero | Data           | Torneo                                 | Superficie    | Compagno             | Avversari in finale                    | Punteggio                 |
| 1      | agosto 1992    | ATP Praga, Praga                       | Terra battuta | Jon Ireland          | Karel Nováček Branislav Stankovič      | 5–7, 1–6                  |
| 2      | ottobre 1993   | Kuala Lumpur Open, Kuala Lumpur        | Cemento       | Lars-Anders Wahlgren | Jacco Eltingh Paul Haarhuis            | 5–7, 6–4, 6–7             |
| 3      | novembre 1993  | Kremlin Cup, Mosca                     | Sintetico (i) | Jan Apell            | Jacco Eltingh Paul Haarhuis            | 1–6, rit.                 |
| 4      | aprile 1994    | Hong Kong Open, Hong Kong              | Cemento       | Patrick Rafter       | Jim Grabb Brett Steven                 | w/o                       |
| 5      | giugno 1994    | Open di Francia, Parigi                | Terra battuta | Jan Apell            | Byron Black Jonathan Stark             | 4–6, 6–7                  |
| 6      | luglio 1994    | Citi Open, Washington, D.C.            | Cemento       | Jakob Hlasek         | Grant Connell Patrick Galbraith        | 4–6, 6–4, 3–6             |
| 7      | ottobre 1994   | Tel Aviv Open, Tel Aviv                | Cemento (i)   | Jan Apell            | Lan Bale John-Laffnie de Jager         | 7–6, 2–6, 6–7             |
| 8      | ottobre 1994   | Stockholm Open, Stoccolma              | Sintetico (i) | Jan Apell            | Mark Woodforde Todd Woodbridge         | 3–6, 4–6                  |
| 9      | maggio 1995    | Internazionali d'Italia, Roma          | Terra battuta | Jan Apell            | Cyril Suk Daniel Vacek                 | 3–6, 4–6                  |
| 10     | giugno 1995    | Queen's Club Championships, Londra     | Erba          | Jan Apell            | Todd Martin Pete Sampras               | 6–7, 4–6                  |
| 11     | Jan 1996       | South Australian Open, Adelaide        | Cemento       | Tommy Ho             | Mark Woodforde Todd Woodbridge         | 5–7, 6–7                  |
| 12     | Jan 1996       | Auckland Open, Auckland                | Cemento       | Brett Steven         | Marcos Ondruska Jack Waite             | w/o                       |
| 13     | aprile 1996    | Monte Carlo Masters, Monte Carlo       | Terra battuta | Nicklas Kulti        | Ellis Ferreira Jan Siemerink           | 6–3, 3–6, 2–6             |
| 14     | agosto 1996    | Countrywide Classic, Los Angeles       | Cemento       | Nicklas Kulti        | Marius Barnard Piet Norval             | 5–7, 2–6                  |
| 15     | agosto 1996    | ATP Volvo International, New Haven     | Cemento       | Nicklas Kulti        | Byron Black Grant Connell              | 4–6, 4–6                  |
| 16     | marzo 1997     | Tennis Channel Open, Scottsdale        | Cemento       | Rick Leach           | Luis Lobo Javier Sánchez               | 3–6, 3–6                  |
| 17     | agosto 1997    | RCA Championships, Indianapolis        | Cemento       | Nicklas Kulti        | Mikael Tillström Michael Tebbutt       | 3–6, 2–6                  |
| 18     | settembre 1997 | US Open, New York                      | Cemento       | Nicklas Kulti        | Yevgeny Kafelnikov Daniel Vacek        | 6(8)–7, 3–6               |
| 19     | marzo 2000     | Copenaghen Open, Copenaghen            | Cemento (i)   | Sébastien Lareau     | Martin Damm David Prinosil             | 1–6, 7–5, 5–7             |
| 20     | agosto 2000    | RCA Championships, Indianapolis (2)    | Cemento       | Max Mirnyi           | Lleyton Hewitt Sandon Stolle           | 2–6, 6–3, 3–6             |
| 21     | gennaio 2001   | Sydney International, Sydney           | Cemento       | Todd Woodbridge      | Daniel Nestor Sandon Stolle            | 6–2, 6(4)–7, 6(5)–7       |
| 22     | marzo 2001     | Indian Wells Open, Indian Wells        | Cemento       | Todd Woodbridge      | Wayne Ferreira Yevgeny Kafelnikov      | 2–6, 5–7                  |
| 23     | aprile 2001    | Miami Masters, Miami                   | Cemento       | Todd Woodbridge      | Jiří Novák David Rikl                  | 5–7, 6(3)–7               |
| 24     | ottobre 2001   | Stockholm Open, Stoccolma (2)          | Cemento (i)   | Todd Woodbridge      | Donald Johnson Jared Palmer            | 3–6, 6–4, 3–6             |
| 25     | maggio 2002    | Hamburg European Open, Amburgo         | Terra battuta | Todd Woodbridge      | Mahesh Bhupathi Jan-Michael Gambill    | 2–6, 4–6                  |
| 26     | giugno 2002    | Halle Open, Halle                      | Erba          | Todd Woodbridge      | David Prinosil David Rikl              | 6–4, 6(5)–7, 5–7          |
| 27     | agosto 2003    | Canadian Open, Montreal                | Cemento       | Todd Woodbridge      | Mahesh Bhupathi Max Mirnyi             | 3–6, 6(4)–7               |
| 28     | marzo 2004     | Dubai Tennis Championships, Dubai      | Cemento       | Leander Paes         | Mahesh Bhupathi Fabrice Santoro        | 2–6, 6–4, 4–6             |
| 29     | aprile 2004    | Miami Masters, Miami (2)               | Cemento       | Todd Woodbridge      | Wayne Black Kevin Ullyett              | 2–6, 6(12)–7              |
| 30     | agosto 2004    | Canadian Open, Toronto (2)             | Cemento       | Max Mirnyi           | Mahesh Bhupathi Leander Paes           | 4–6, 2–6                  |
| 31     | agosto 2004    | Cincinnati Open, Cincinnati            | Cemento       | Todd Woodbridge      | Mark Knowles Daniel Nestor             | 2–6, 6–3, 3–6             |
| 32     | ottobre 2004   | Grand Prix de Tennis de Lyon, Lione    | Sintetico (i) | Radek Štěpánek       | Jonathan Erlich Andy Ram               | 6(2)–7, 2–6               |
| 33     | ottobre 2004   | Kremlin Cup, Mosca (2)                 | Sintetico (i) | Mahesh Bhupathi      | Igor Andreev Nikolay Davydenko         | 6–3, 3–6, 4–6             |
| 34     | gennaio 2005   | Chennai Open, Chennai                  | Cemento       | Mahesh Bhupathi      | Lu Yen-hsun Rainer Schüttler           | 5–7, 6–4, 6(4)–7          |
| 35     | febbraio 2005  | Dubai Tennis Championships, Dubai (2)  | Cemento       | Fabrice Santoro      | Martin Damm Radek Štěpánek             | 2–6, 4–6                  |
| 36     | giugno 2005    | Queen's Club Championships, Londra (2) | Erba          | Max Mirnyi           | Bob Bryan Mike Bryan                   | 6(11)–7, 6(4)–7           |
| 37     | settembre 2005 | US Open, New York (2)                  | Cemento       | Max Mirnyi           | Bob Bryan Mike Bryan                   | 1–6, 4–6                  |
| 38     | ottobre 2005   | St. Petersburg Open, San Pietroburgo   | Sintetico (i) | Max Mirnyi           | Julian Knowle Jürgen Melzer            | 6–4, 5–7, 5–7             |
| 39     | giugno 2006    | Queen's Club Championships, Londra (3) | Erba          | Max Mirnyi           | Paul Hanley Kevin Ullyett              | 4–6, 6–3, [8–10]          |
| 40     | settembre 2006 | US Open, New York (3)                  | Cemento       | Max Mirnyi           | Martin Damm Leander Paes               | 7–6(7–5), 4–6, 3–6        |
| 41     | gennaio 2007   | Australian Open, Melbourne             | Cemento       | Max Mirnyi           | Bob Bryan Mike Bryan                   | 5–7, 5–7                  |
| 42     | luglio 2008    | Torneo di Wimbledon, Londra            | Erba          | Kevin Ullyett        | Daniel Nestor Nenad Zimonjić           | 6(12)–7, 7–6(3), 3–6, 3–6 |
| 43     | ottobre 2013   | Stockholm Open, Stoccolma (3)          | Cemento (i)   | Robert Lindstedt     | Aisam-ul-Haq Qureshi Jean-Julien Rojer | 2–6, 2–6                  |